# Aldo Manuzio
Aldo Pio Manuzio (lat.: Aldus Pius Manutius, Bassiano 1449./1452. – Venecija, 6. veljače 1515.) bio je talijanski humanist, učenjak, odgojitelj i utemeljitelj aldinske tiskare (Aldina). Kasniji dio svog života Manuzio je posvetio objavljivanju i širenju rijetkih tekstova. Njegov interes za grčke rukopise i njihovo očuvanje obilježava ga kao inovativnog izdavača svog doba posvećenog izdanjima koja je proizveo. Njegove enhiridije, male prijenosne knjige, unijele su revoluciju u kulturu čitanja i prethodnica su modernih knjiga s mekim koricama.
Manuzio je želio objaviti grčke tekstove za svoje čitatelje jer je vjerovao da su djela Aristotela ili Aristofana u izvornom grčkom obliku čista i nepatvorena prijevodom. Prije Manuzia izdavači su rijetko tiskali sveske na grčkom, uglavnom zbog složenosti davanja standardiziranog grčkog pisma. Manuzio je objavljivao rijetke rukopise u izvornom grčkom i latinskom obliku. Naručio je izradu slova na grčkom i latinskom jeziku koja nalikuju humanističkom rukopisu njegova doba; ti tipovi slova prvi su poznati prethodnik kurziva. Kako je popularnost Aldine rasla,Manuziove su se inovacije brzo kopirale širom Italije, unatoč njegovim naporima da spriječi pirateriju izdanja Aldine.
Zbog sve veće reputacije pedantnih, točnih publikacija Aldine, Erazmo Roterdamski zatražio je od Manuzia da objavi svoje prijevode Ifigenije u Aulidi.
U mladosti je Maucije studirao u Rimu želeći postati humanističkog učenjaka. Bio je prijatelj s Giovannijem Picom i podučavao je Pikove nećake, gospodare Carpija, Alberta i Leonella Pija. Dok je djelovao kao učitelj, Manuzio je objavio dva djela za svoje učenike i njihovu majku. U kasnim tridesetima ili ranim četrdesetima Manuzio se nastanio u Veneciji i postao tiskar. Andreu Torresanija upoznao je u Veneciji i njih dvojica osnovali su Aldinu.
Manuzio je poznat i kao "Aldo Manuzio Stariji" kako bi ga se razlikovalo od njegovog unuka, Alda Manuzia Mlađeg.

## Djetinjstvo i mladost
Aldo Manuzio rođen je u Bassianu, blizu Rima, između 1449. i 1452. godine. Odrastao je u bogatoj obitelji tijekom talijanske renesanse, a u mladosti je poslan u Rim da postane humanist. U Rimu je učio latinski jezik kod Gaspara iz Verone i pohađao predavanja Domizija Calderinija početkom 1470-ih. Od 1475. do 1478. Manuzio je učio grčki jezik u Ferrari, a učitelj mu je bio Guarino da Verona.
Veći dio Manuzijevog ranog života prilično je nepoznat. Prema Johnu Symondsu, koji je pisao u 11. izdanju Britanske enciklopedije, Manuzio je dobio državljanstvo grada Carpija 8. ožujka 1480. godine, gdje je posjedovao imanje, a 1482. putovao je jedno vrijeme u Mirandolu sa svojim dugogodišnjim prijateljem i kolegom, Giovannijem Picom, gdje je boravio dvije godine i proučavao grčku književnost. Pico je preporučio Manuziu da postane odgojitelj njegovih nećaka, Alberta i Leonella Pija, prinčeva grada Carpija. U Carpiju je Manuzio sklopio blisko prijateljstvo sa svojim učenikom Albertom Pijem. Krajem 1480-ih Manuzio je objavio dva djela upućena svojim učenicima i njihovoj majci Caterini Pico; oba je djela u Veneciji objavio Baptista de Tortis: Musarum Panagyris sa svojom Epistola Catherinae Piae (ožujak/svibanj 1487. do ožujka 1491.) i Paraenesis (1490.).
Obitelji Giovannija Pica i Alberta Pija financirale su početne troškove Manuzieve tiskare i dale mu zemlju u Carpiju. Manuzio je zaključio da je Venecija najbolje mjesto za njegov rad te se smjestio tamo 1490. godine. U Veneciji je Manuzio počeo prikupljati izdavačke ugovore, nakon čega je upoznao Andreu Torresanija, koji se također bavio tiskanim izdavaštvom. Torresani i Manuzio postali su cjeloživotni poslovni partneri, a u prvom zajedničkom pothvatu Manuzio je unajmio Torresanija da tiska prvo izdanje njegove latinske gramatike Institutiones grammaticae, objavljene 9. ožujka 1493.

## Aldinska tiskara
Predložak:Main article
Aldinska tiskara (Aldina), utemeljena 1494. godine, objavila je svoje prvo izdanje u ožujku 1495.: Erotemata cum interpretatione Latina Konstantina Laskarisa. Andrea Torresani i Pier Francesco Barbarigo, nećak mletačkog dužda Agostina Barbariga, bili su vlasnici po 50 posto tiskare. Od Torresanijevoh 50 posto, Manuziu je dana jedna petina, no nije jasno je li se ta petina odnosi na deset posto vrijednosti Aldine ili na jednu petinu Torresanijevog dijela.
Prvo veliko postignuće tiskare bilo je folijsko izdanje Aristotela u pet svezaka. Manuzio je započeo prvi svezak svog Aristotelovog izdanja 1495. godine. Još su četiri sveska objavljena zajedno 1497. i 1498. godine. Tiskara je 1498. godine objavila devet Aristofanovih komedija, a Pietro Bembo uredio je Petrarkine pjesme koje je Manuzio objavio u srpnju 1501. godine. Osim uređivanja grčkih rukopisa, Manuzio je ispravio i poboljšao tekstove izvorno objavljene u Firenci, Rimu i Milanu.
Talijanski rat 1499. – 1504. na neko je vrijeme obustavio rad tiskare. Za to je vrijeme Erazmo Roterdamski zatražio od Manuzia da u Aldini objavi njegove prijevode Hekube i Ifigenije u Aulidi. U pismu Manuziu Erazmo se raspituje o predloženim planovima tiskare: jedno Platonovo djelo na grčkom i Biblija na više jezika. Prepiskom su se njih dvoje dogovorili. U prosincu 1507. Aldina je objavila Ifigeniju u Aulidi u oktavo formatu na 80 stranica s Erazmovim prijevodom s grčkoga na latinski. Zbog uspjeha i preciznosti njihove prve suradnje, Manuzio se složio objaviti proširenu verziju djela Adagiorum collectanea, na kojoj je Erazmo radio. Erazmo je otputovao u Veneciju, gdje je prvih deset mjeseci proveo radeći u Aldini. Živio je u domu Manuzia i Torresanija, gdje je dijelio sobu s Girolamom Aleandrom. Istraživanja kojih se pothvatio uz pomoć Manuzievih resursa i grčkih znanstvenika omogućila su mu da proširi svoju zbirku poslovica s 819 na 3260 odrednica. Tisak Aldine objavio je ovu novu i proširenu zbirku poslovica, Adagiorum chiliades, 1508. godine. Nakon objavljivanja ovig spisa, Erazmo je pomogao Manuziu lektorirati grčko izdanje Plutarhovih Etičkih spisa, zajedno s mnogim drugim izdanjima Aldine.
Manuzio se za prijevode s grčkoga za potrebe Aldine oslanjao na Marka Muzura, Ivana Grigoropula i druge grčke suradnike. Objavio je izdanje manjih grčkih govornika (1508) i manja Plutarhova djela (1509). Tisak se ponovno zaustavio u vrijeme kad je Cambrajska liga pokušavala smanjiti utjecaj Venecije. Manuzio se ponovno pojavio 1513. godine s izdanjem Platona, koje je posvetio papi Lavu X. u predgovoru koji uspoređuje bijede rata i jade u Italiji sa uzvišenim i mirnim ciljevima učenjakovog života.
S povećanjem popularnosti Aldine, ljudi bi dolazili posjetiti trgovinu, prekidajući Manuzijev rad. Manuzio je postavio natpis na kojem je pisalo: "Tko god da ste, Aldo vas iznova pita što to želite od njega. Ukratko iznesite što trebati i odmah zatim otiđite".
Manuzio se trudio postići izvrsnost u tipografiji i dizajnu knjiga i kad je objavljivao jeftinija izdanja. To se događalo u neprekidno tesškim uvjetima, uključujući probleme koji su nastajali zbog štrajkova njegovih radnika, neovlaštene upotrebe Manuzievih materijala od strane rivala i čestih prekida izazvanih ratovima.

### Grčki klasici
Prije Manuzia bilo je tiskano manje od deset grčkih naslova, od kojih se većina morala uvoziti iz milanske tiskare Accursius. Samo su četiri talijanska grada bila ovlaštena za izdavanje grčkih djela: Milano, Venecija, Vicenza i Firenca, a objavljivali su samo djela Teokrita, Izokrata i Homera. Venecijanski tiskar Giovanni da Spira objavljivao je grčke odlomke, ali je tražio da se minimalna grčka slova ostavljaju prazna i kasnije popunjavaju ručno.
Manuzio je želio "nadahnuti i rafinirati svoje čitatelje zalijevajući ih grčkim jezikom". Izvorno je došao u Veneciju zbog tamošnjih mnogobrojnih grčkih resursa; Venecija je držala grčke rukopise iz doba Carigrada i bila je dom velike skupine grčkih učenjaka koji su tamo doputovali s Krete. Venecija je bila i mjesto na kojem je kardinal Besarion 1468. godine darovao svoju veliku grčku zbirku rukopisa. Kako bi sačuvala drevnu grčku književnost, Aldina je naručila tip slova temeljen na klasičnim grčkim rukopisima, da bi čitatelji izvorni grčki tekst mogli autentičnije doživjeti.
Dok je objavljivao grčke rukopise, Manuzio je 1502. osnovao Novu akademiju, skupinu helenskih znanstvenika, čije je cilj bilo promicanje grčkih studija. Jedanaesto izdanje Britanske enciklopedije piše da su "nova pravila Akademije napisana na grčkom, njezini su članovi govorili grčki, njihova su imena helenizirana, a službene titule bile su grčke". Među članovima Nove akademije bili su Erazmo Roterdamski, Pietro Bembo i Scipio Fortiguerra. M. J .C. Lowry, predavač povijesti na Sveučilištu u Warwicku, ima drugačije stajalište i Novu akademiju vidi kao san pun nade, a ne kao organiziranu ustanovu.
Manuzio je u svom domu govorio grčki i u Aldini je zaposlio trideset osoba koje su govorile grčki. Govornici grčkog s Krete pripremali su i provjeravali rukopise, a njihova kaligrafija bila je model za odljevke koji su se koristili za grčki tip slova. Upute za slovoslagače i knjigovesce bile su napisane na grčkom, a predgovori Manuzijevim izdanjima također su bili na grčkom.Manuzio je tiskao izdanja Heroje i Leandra Muzeja Gramatika, Boj mačaka i miševa i grčki Psaltir. Nazvao ih je "pretečama grčke knjižnice" jer su služile kao vodiči za grčki jezik. Pod Manuzijevim nadzorom, Aldina je objavila je 75 tekstova klasičnih grčkih i bizantskih autora.

### Rimski i talijanski klasici
Zajedno s grčkim klasicima, Aldina je objavljivala i rimske i talijanske autore. Manuzio je pokrenuo spisateljsku karijeru Pietra Bemba objavljivanjem spisa De Aetna 1496. godine, što je bila prva latinska publikacija jednog suvremenog autora u Aldini. Obitelj Bembo angažirala je Aldinu da objavi točne tekstove Dantea i Petrarke koristeći osobnu zbirku rukopisa Bernarda Bemba. Pietro Bembo surađivao je s Manuzijem od 1501. do 1502. godine, kako bi se priredilo točno izdanje Dantea i Petrarke, a također je uveo interpunkciju. Bembo je kasnije napravio dijagram grijeha za ilustraciju izdanja Dantea u Aldini 1515. godine.
Manuzio nije bio tako inovativan kod objavljivanja rimskih klasika kao kod grčkih, jer je objavljivanje ovih djela započelo 30 godina prije njegova vremena. Da bi promovirao izdanja Aldine na latinskom, Manuzio je u svojim predgovorima isticao kvalitetu svojih publikacija. Manuzio je tragao za rijetkim rukopisima, ali je umjesto toga često pronalazio dijelove prethodno objavljenih djela. Johannes Cuspinian dopustio je Manuziu da objavi nedostajuće dijelove djela Valerija Maksima, koje je Cuspian "pronašao u jednom rukopisu u Beču". Francesco Negri dopustio je Manuziu da objavi nedostajući tekst Julija Firmika, koji je Negri pronašao u Rumunjskoj, a "jedan rukopis iz Britanije omogućio je poboljšano izdanje Prudencija".
Tiskara je objavila prva izdanja Policijanovih sabranih djela, spisa Asolani Pietra Bemba, spisa Hypnerotomachia Poliphili Francesca Colonne i Danteove Božanstvene komedije. Izdanje Vergilija iz 1501. godine predstavilo je upotrebu kurzivnog tiska i proizvedena je u više primjeraka (1000) no što je bilo uobičajeno (200 do 500).

### Otisak i moto
Manuzio je u lipnju 1502. uzeo sliku dupina omotanog oko sidra kao otisak svoje izdavačke kuće. Simbol dupina i sidra povezan je s izrekom festina lente, koja znači "žuri polako" i ukazuje na brzinu u kombinaciji s postojanosti u izvršavanju velikog pothvata. Simbol i izreka preuzeti su s rimskog novčića kovanog za vrijeme cara Vespazijana koji je Manuziu dao Pietro Bembo.
Manuzijeva izdanja klasičnih djela bila su toliko poštovana da su francuski i talijanski izdavači gotovo odmah piratizirali otisak dupina i sidra. Mnoge moderne organizacije koriste sliku dupina omotanog oko sidra. Taj su simbol koristili londonska tvrtka izdavača Williama Pickeringa iz 19. stoljeća i Doubleday. Međunarodno počasno društvo za knjižničarstvo i informatiku, Beta Phi Mu, koristi dupina i sidro kao svoju oznaku.

### Enchiridia
Manuzio je svoj novi format knjiga opisao kao "libelli portatiles in formam enchiridii" ("prijenosne knjižice u obliku priručnika"). Enchiridion, opisan u knjizi A Legacy More Lasting than Bronze, odnosi se i na ručno oružje, što je nagovještaj da je Aldo knjige u svojoj Prijenosnoj biblioteci smatrao oružjem učenjaka. Upravo je za ove klasične džepne klasike Aldo dizajnirao kurziv.
Manuzio je na manji format prešao 1501. godine kad je objavio Vergilija. Kako je vrijeme prolazilo, Manuzio se sam reklamirao na svom prijenosnom formatu putem stranica za posvete koje je objavljivao.
Mnogi znanstvenici smatraju razvoj prijenosne knjige najpoznatijim Manuziovim doprinosom tiskanju i izdavaštvu. Te su mobilne knjige bile prva poznata pojava "manjeg izdanja" (editio minor), koje je donosilo izravni tekst. Tijekom 15. stoljeća knjige su često bile lančićima vezane za jednu platformu za čitanje kako bi zaštitile vrijednu imovinu, što je zahtijevalo da čitatelj bude u mirovanju. Izdavači su često dodavali i komentare objavljenim klasicima. Tako su stranice postale preopterećene naukom i ozbiljnim materijalom, što je stvorilo veliku knjigu, koju je bilo teško nositi. Aldina je otklonila ove neugodnosti; Manuzijeve su knjige "objavljivane bez komentara i u manjim formatima, obično u octavo formatu od pet do osam ili četiri do šest inča". Njena poznata oktavo izdanja često se smatraju prvim prototipom knjige s mekim koricama kakva se kasnije počela masovno proizvoditi.
Knjige u oktavo formatu imali su umjerene cijene, s obzirom na poznate prosječne plaće tog vremena, ali nisu bili jeftine. Manuzio je latinske knjige u octavo formatu cijenio na 30 soldi, što je bila četvrtina dukata. Njegovi grčke knjige u istom formatu bile su dvostruko skuplje i stajale su 60 soldi. Da bi se dao kontekst, može se napomenuti da je glavni zidar u to doba zarađivao oko 50 soldi dnevno i između 50 i 100 dukata godišnje.

### Tipovi slova
Svakodnevni rukopis u Veneciji bio je kurzivan, ali u to su vrijeme tiskana djela imitirala formalne rukopise, bilo crnopis bilo humanističku minuskulu (littera antica). Manuzio je naručio tipografije dizajnirane da izgledaju poput rukopisa humanista i na latinskom i na grčkom kako bi održao tradiciju rukopisa. U New Aldine Studies, Harry George Fletcher III, kustos knjižnice Pierpont Morgan za tiskane knjige i uveze, piše da je Manuzio s kurzivnim slovima namjeravao "učiniti dostupnim tip slova ugodan za čitatelje".
Manuzio je za izradu novog tipa slova unajmio Francesca Griffa iz Bologne. Čiji je rukopis reproduciran za mnoge tipove slova koje je Aldina koristila tema je oprečnih mišljenja znanstvenika; Symonds (1911.) sugerira Petrarkin rukopis, dok New Aldine Studies pretpostavlja da je rukopis prepisivača Pomponija Letoa i Bartolomea Sanvita bio inspiracija za tip slova. Drugi znanstvenici vjeruju da su prva grčka slova izvedena iz rukopisa Immanuela Rhusotasa, drugog prepisivača iz Manuzijevog vremena.  Aldina je naručila je prvo grčko pismo dizajniranu "s naglascima i slovima izlivenim odvojeno koje je kombinirao slovoslagač". Pismo je prvi put upotrijebio za objavljivanje Erotemata Konstantina Laskarisa 1495. godine. Rimski tip slova dovršen je kasnije iste godine i De Aetna Pietra Bemba bila je prva knjiga objavljena u novom rimskom pismu.
Izvorni Manuzijev i Griffoov tip slova prvi je poznati model kurzivnog pisma, a Manuzio ga je koristio do 1501. godine. Pet kurzivnih riječi tiskano je u Svetoj Katarini Sijenskoj 1500. godine, a 1501. godine Vergilijeva Djela bila su prva dovršena knjiga u kurzivu. Svađa između Manuzia i Griffoa dovela je do toga da Griffo ode iz Aldine i opskrbi ostale izdavače kurzivom što ga je izvorno naručio Manuzio. Griffo je napravio samo jedan set udaraca za Aldine Press, koji su se koristili do 1559. godine. Griffoov originalni kurziv nije sadržavao velika slova, pa mnoga izdanja Aldine nisu sadržavala velika slova.
Objavljivanje Ovidijevih Pretvorbi 1502. godine uključivalo je Manuzijevu privilegiju od mletačkog dužda, koja je ukazivala na to da je zabranjena bilo kakva upotreba ili oponašanje Manuzijevih grčkih i italskih tipova slova. Unatoč tome što je pokušao legalno zaštititi svoje pismo, Manuzio nije mogao spriječiti tiskare izvan Venecije da koriste njegovo djelo, što je dovelo do popularnosti ovog pisma izvan Italije.

### Krivotvorine
Kako je popularnost Aldine rasla, tako su se povećavale i krivotvorine Aldine. Manuzio je stekao povlastice za svoju tiskaru od venecijanskog Senata, konkretno, za "svoje vrste, svoj pionirski format oktavo, pa čak i pojedinačne tekstove". papa Aleksandar VI. 1502. godine i papa Julije II. 1514. godine dodijelili su Manuziu papinske povlastice za tiskanje. To nije zaustavilo krivotvorenje Aldine i njezinih izdanja, jer je u to vrijeme bilo malo kazni za takvo što.
Manuzio je pokušao obeshrabriti pirateriju otvorenim upozorenjima na kraju svojih publikacija, kao u Sylvarum libri quinque Publija Papinija Stacija, gdje je upozorio da "nitko ovo ne smije nekažnjeno tiskati". U Bibliothèque du Roi na 16. ožujka 1503. Manuzio je pokušao upozoriti one koji su plagirali njegov sadržaj, "događa se da se u gradu Lyonu naše knjige pojave pod mojim imenom, ali pune pogrešaka... i prevare neoprezne kupce zbog sličnosti tipografije i formata... Nadalje, papir je loše kvalitete i ima težak miris, a tipografija, ako je pažljivo proučite, odiše svojevrsnom (kako bi se to moglo reći) 'francuskošću'." Potanko je opisao tipografske pogreške u krivotvorinama kako bi čitatelji mogli razlikovati stvarna izdanja Aldine od lažnih. Usprkos njegovim naporima, lyonski tiskari brzo su iskoristili Manuzijevu kritiku kako bi poboljšali svoje krivotvorine.

### Iluminirani rukopisi i predgovori
Prije pojave tiskara i tijekom talijanske renesanse, iluminirane rukopise pojedinačno je stvarao umjetnik pojedinac. Kad je tiskanje postalo popularno, drvorezi su korišteni za masovno iluminiranje djela. Isti su se drvorezi često upotrebljavali u nekoliko izdanja, što je smanjivalo njihovu vrijednost. Ti su drvorezi ubrzo došli u Veneciju i na njih se gledalo kao na dio "novog humanističkog rukopisa". Slike na drvorezu "uključivale su aspekte kontinuiteta i diskontinuiteta, što je obuhvaćalo aktivnost Manuzia, koji je pozvan da u potpunosti objasni novi potencijal tiskane knjige i pozabavi se krizom iluminiranja". Mnoga izdanja Aldine sadržavala su iluminacije, ali Manuzio je dopuštao pokroviteljima da odlučuju o detaljima iluminacija dok je on radio na prijevodu i objavljivanju.
Predgovori, koji su već ranije postali popularni u prvim izdanjima latinskih djela, bili su uobičajeni i za izdanja Aldine. Manuzio je koristio izdanja Aldine da u predgovorima postavlja znanstvena pitanja i pruža informacije za svoje čitatelje. U predgovoru Ovidijevih Pretvorbi Metamorfoza (1502) tvrdi da su Poslanice junakinja (Heroides) 17, 19 i 21 (poslanice Helene, Heroje i Kudipe) djelo pjesnika Sabina, koga Ovidije spominje u Ljubavima (Amores). U jednom drugom predgovoru Manuzio objašnjava kako djeluje sunčani sat.

## Osobni život
Godine 1505. Manuzio se oženio Marijom, kćerkom Andree Torresanija iz Asole. Torresani i Mancije već su bili poslovni partneri, ali brak je učvrstio udjele dvojice partnera u izdavačkoj djelatnosti. Nakon vjenčanja, Manuzio je živio u Torresanijevoj kući. Sve popularnija, Aldina je 1506. preseljena u kuću koja je danas pokrivena zgradom banke na venecijanskom trgu Campo Manin.
U ožujku 1506. godine Manuzio je odlučio otputovati na šest mjeseci u potrazi za novim i pouzdanim rukopisima. Dok je putovao s vodičem, Manuzia su zaustavili graničari Markgrofovije Mantove, koji su tražili dva kriminalca. Manuzijev vodič u strahu je pobjegao, odnijevši sa sobom sve Manuzijeve osobne stvari. Ova sumnjiva aktivnost navela je stražare da uhite Manuzia. Manuzio je poznavao grofa od Mantove, Francesca Gonzagu i pisao mu je pisma kako bi objasnio situaciju, ali trebalo je šest dana dok Gonzaga nije saznao za Manuzijevo uhićenje. Dok je čekao, Manuzio je proveo pet dana u zatvoru u Casal Romanu i još jednu noć u Cannetu. Na kraju ga je pustio Geoffroy Carles, predsjednik milanskog Senata. Novo, poboljšano izdanje Horacija (objavljeno nakon 30. ožujka 1509) s Manuzijevim pratećim spisom o Horacijevoj metrici posvećenim Carlesu bilo je uvjetovano ovim iskustvom i Manuzijevom vezom s Carlesom.
Manuzio je napisao svoju oporuku 16. siječnja 1515. godine nalažući Giuliju Campagnoli da dostavi velika slova za kurzivnio pismo Aldine. Umro je sljedećeg mjeseca, 6. veljače, i "njegovom smrću prestala je važnost Italije kao osnovne i dinamične snage u tiskarstvu". Torresani i njegova dva sina nastavili su posao tijekom mladosti Manuzijeve djece, a na kraju je posao preuzeo Paulo, Manuzijev sin. Izdavački simbol i moto Aldijna nikada nije u potpunosti napustila, sve dok se tvrtka nije ugasila u trećoj generaciji za vrijeme Alda Manuzia Mlađeg. koju je pokrenuo Aldus Manutius Mlađi.
Manuzio je sanjao o objavljivanju trojezične Biblije, ali se to nikada nije ostvarilo. Međutim, prije svoje smrti Manuzio je započeo izdanje Septuaginte, također poznato kao grčki Stari zavjet preveden s hebrejskog, prvi ikad objavljen; posthumno se pojavio 1518. godine.

## Izdanja
Djelomični popis djela koja je prevela i objavila Manuzijeva tiskara pod njegovim nadzorom.

### Grčka djela
Grčka izdanja objavljenja tijekom Manuzijeva života:
- Boj mačaka i miševa (Galeomyomachia), oko 1494. – 1495.
- Heroja i Leandar, Muzej, oko 1495.
- Psalter, oko 1497.
- Pravila nove akademije, oko 1501.
- Epitoma o osam vrsta riječi, Konstantin Laskaris, 1495.
- Organon, Aristotel, 1495.
- Gramatika, Teodor Gaza, 1495.
- Idile, Teokrit, 1495. – 1496.
- Tezaurus, Amaltejski rog i Adonisovi vrtovi, 1496.
- Historija biljaka, Teofrast, 1497.
- Grčki rječnik (Dictionarium Graecum), I. Kraston, 1497.
- Marijini sati, 1497.
- Grčka gramatika (Institutiones Graecae grammatices), U. Bolzanije, 1497./1498.
- Fizika, Aristotel, 1497.
- Historija životinja, Aristotel, 1497.
- Uvod u Gozbu sofista, Atenej, 1498.
- Nikomahona etika, Aristotel, 1498.
- Devet komedija, Aristofan, 1498.
- Katalog Aldovih izdanja
- Pisma različitih filozofa, govornika... (Epistolae diversorum philosophorum, oratorum...), 1499.
- Pojave, Arat, 1499.
- Metabola [Parafraza Ivanova], Nono iz Panopolisa, 1501.
- Bibbia, 1501.
- Starokršćanski pjesnici, prvi svezak, 1501.
- Starokršćanski pjesnici, drugi svezak, 1502.
- O osam vrsta riječi, Konstantin Laskaris, 1501 – 1503.
- O gradovima, Stefan Bizantinac, 1502.
- Onomastikon, Julije Poluk, 1502.
- Historija peloponeskog rata, Tukidid, 1502.
- Tragedije, Sofoklo, 1502.
- Cjelokupna djela, Lukijan, 1503.
- De interpretatione, Amonije Hermijin, 1503.
- Uvod (Prolegomena), Ulpijan, 1503.
- Antologija epigrama, Maksim Planud, 1503.
- Komentar Aristotelove Analitike druge, Ivan Gramatik (Filopon), 1504.
- Život Apolonija iz Tijane, Flavije Filostrat, 1504.
- Carmina ad bene..., Grgur Nazijanski, 1504.
- Homer, 1504.
- Govori, Demosten, 1504.
- Sati u hvalu... (Horae in Laudem...), 1504.
- Posthomerica, Kvint Smirnjanin, 1504 – 1505.
- Ezop, 1505.
- Adagiorum, Erazmo Roterdamski, 1508.
- Grčki govornici (2 sveska), 1508 – 1509.
- Manja djela, Plutarh, 1509.
- Erotemata, Manuel Hrisolara, 1512.
- Epitoma, Konstantin Laskaris, 1512.
- Pindar, 1513.
- Besede govornika, 1513.
- Grčki govornici, 1513.
- Cjelokupna djela, Platon, 1513.
- Komentar Aristotelovih Topika, Aleksandar iz Afrodizije, 1513./1514.
- Suda, 1514.
- Leksikon, Hezihije, 1514.
- Gozba sofista, Atenej, 1514.
- Gramatika, Aldo Manuzio, 1515.

### Rimski klasici
Djelomičan popis latinskih izdanja objavljenih tijekom Manuzijeva života:
- Astronomija, Julije Firmik (listopad 1499) i Astronomija, Manilije (listopad 1499.)
- Lukrecije (prosinac 1500.)
- Kršćanski pjesnici, prvi svezak, Prudencije, Prosper, Ivan Damaskin (siječanj 1501.)
- Vergilije (travanj 1501.)
- Horacije (svibanj 1501.)
- Juvenal i Perzije (kolovoz 1501.)
- Katul, Tibul, Propercije (siječanj 1502.)
- Pisma prijateljima, Ciceron (travanj 1502.)
- Lukan (travanj 1502.)
- Kršćanski pjesnici, drugi svezak, Sedulije, Juvenko, Arator (lipanj 1502.)
- Stacije  (kolovoz 1502.)
- Valerije Maksim (listopad 1502.)
- Pretvorbe, Ovidije (listopad 1502.)
- Poslanice junakinja, Ljubavi, Ljubavno umijeće, Lijekovi protiv ljubavi, etc., Ovidije (prosinac 1502.)
- Kalendar, Tužaljke, Poslanice iz Ponta, Ovidije (veljača 1503.)
- Homilije, Origen (iza 4. travnja 1503.)
- Vergilije (prosinac 1505)
- Pisma, Plinije Mlađi (studeni 1508.)
- Horacije (iza 30. ožujka 1509.)
- Salustije (travanj 1509.)
- Pisma Atiku, Brutu i bratu Kvintu, Ciceron (lipanj 1513.)
- O značenju drevnih riječi, Fest (lipanj 1513.)
- Julije Cezar (prosinac 1513.)
- Retorska djela, Ciceron (ožujak 1514.)
- O poljodjelstvu, Katon, Varon, Kolumela, Paladije (svibanj 1514.)
- Kvintilijan (kolovoz 1514.)
- Vergilije (listopad 1514.)
- Lukrecije (siječanj 1515.)

### Djela humanista
Djelomični popis djela renesansnih humanista koje je prevela i objavila aldinska tiskara pod Manuzijevim nadzorom:
- Nastavni principi latinske gramatike, Aldo Manuzio (5. ožujak 1493.)
- Pogledi u dijalektiku, Lorenzo Maioli (srpanj 1497.)
- Cjelokupna djela, Angelo Poliziano (srpanj 1498.)
- Cornucopiae, Niccolò Perotti (srpanj 1499.)
- Osnovi latinske gramatike, Aldo Manuzio (veljača – lipanj 1501.)
- O imaginaciji, Gianfrancesco Pico (travanj 1501.)
- Zemlja i običaji Zigijaca zvanih Cirkasijanci, Giorgio Interiano (listopad 1502.)
- Urania, Meteora, Vrtovi Hesperida, etc., Giovanni Pontano (svibanj–kolovoz 1505.)
- O lovu, Adriano Castellesi (rujan 1505.)
- Adagia ili Adagiorum Chiliades, Erazmo Roterdamski (rujan 1508.)
- Pjesme, Tito i Ercole Strozzi (siječanj 1513.)
- Arcadia, Jacopo Sannazaro (rujan 1514.)

## Prvotisci
- Simbol tiskare - sidro s delfinom, 1502.
- Stranica iz djela Hypnerotomachia Poliphili, Francesco Colonna, 1499.
- Stranica iz djela Hypnerotomachia Poliphili, Francesco Colonna, 1499.
- Dvije stranice iz djela Hypnerotomachia Poliphili, Francesco Colonna, 1499.

## Vanjske poveznice
- Izložba o Aldu Manuziu i njegovoj tiskari na Harold B. Lee Library, Brigham Young University
- Works by Aldo Manuzio at Open LibraryX
- Djela Alda Manuzia na Archive.org